# Alessandro Damiano
Alessandro Damiano (* 13. července 1960 Trapani) je italský římskokatolický duchovní a arcibiskup Agrigenta.

## Život
Narodil se 13. července 1960 v Trapani.
Vstoupil do Papežského římského většího semináře . Teologické vzdělávání získal na Papežské akademii Alfonsiana. Dne 24. dubna 1987 byl biskupem Emanuelem Romano vysvěcen na kněze. Pokračoval ve studiích v Římě, kde na Papežské univerzitě svatého Tomáše Akvinského získal licenciát z kanonického práva katolické církve a na Alfonsianě licenciát z morální teologie.
Stal se profesorem morální teologie na Institutu náboženských studií v Trapani. Od roku 1998 zastával funkci kancléře kurie a vedoucího diecézního oddělení pro katechismus. Roku 2000 byl jmenován defensorem vinculi církevního diecézního soudu a o pět let později soudním vikářem. Byl také farářem ve farnosti Krista Krále v Erice a sv. Terezie od Dítěte Ježíše v Trapani.
Roku 2013 byl jmenován soudcem Církevního soudu Sicílie. V letech 2014–2020 byl generálním vikářem a rektorem kostela sv. Františka z Paoly v Trapani. Dne 30. dubna 2020 jej papež František jmenoval arcibiskupem koadjutorem arcidiecéze Agrigento. Biskupské svěcení přijal 5. září z rukou kardinála Francesca Montenegro a spolusvětiteli byli biskup Pietro Maria Fragnelli a arcibiskup Giuseppe Mani.
Dne 22. května 2021 přijal papež rezignaci kardinála Montenegra na post arcibiskupa Agrigenta a jmenoval arcibiskupa Damiana jeho nástupcem. Dne 29. června přijal od papeže pallium.